# Liste der Wappen in der Provinz Isernia
Die Liste der Wappen in der Provinz Isernia beinhaltet alle in der Wikipedia gelisteten Wappen der Provinz Isernia in der Region Molise in Italien. In dieser Liste werden die Wappen mit dem Gemeindelink angezeigt.

## Wappen der Provinz Isernia

Provinz Isernia
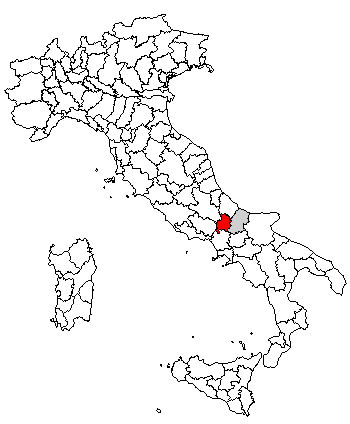
Lage der Provinz in Italien

## Wappen der Gemeinden der Provinz Isernia

Acquaviva d’Isernia
Agnone
Bagnoli del Trigno
Belmonte del Sannio
Cantalupo nel Sannio
Capracotta
Carovilli
Carpinone
Castel San Vincenzo
Castel del Giudice
Castelpetroso
Castelpizzuto
Castelverrino
Cerro al Volturno
Chiauci
Civitanova del Sannio
Colli a Volturno
Conca Casale
Filignano
Forlì del Sannio
Fornelli
Frosolone
Isernia
Longano
Macchia d’Isernia
Macchiagodena
Miranda
Montaquilla
Montenero Val Cocchiara
Monteroduni
Pesche
Pescolanciano
Pescopennataro
Pettoranello del Molise
Pietrabbondante
Pizzone
Poggio Sannita
Pozzilli
Rionero Sannitico
Roccamandolfi
Roccasicura
Rocchetta a Volturno
San Pietro Avellana
Sant’Agapito
Santa Maria del Molise
Sant’Angelo del Pesco
Sant’Elena Sannita
Scapoli
Sessano del Molise
Sesto Campano
Vastogirardi
Venafro